# Șciîborivka, Krasîliv
Șciîborivka (în ucraineană Щиборівка) este localitatea de reședință a comunei Șciîborivka din raionul Krasîliv, regiunea Hmelnîțkîi, Ucraina.

## Demografie
Componența lingvistică a localității Șciîborivka
     Ucraineană (97,94%)
     Rusă (1,37%)
     Alte limbi (0,14%)
Conform recensământului din 2001, majoritatea populației localității Șciîborivka era vorbitoare de ucraineană (97,94%), existând în minoritate și vorbitori de rusă (1,37%).